# Hot to Go!
A Hot to Go! (stilizálva: HOT TO GO!) Chappell Roan amerikai énekes-dalszerző dala, amely 2023. augusztus 11-én jelent meg az Island Records és az Amusement Records gondozásában. A dal a kilencedik kislemez volt Roan debütáló stúdióalbumáról, a The Rise and Fall of a Midwest Princessről (2023). A Roan és Daniel Nigro által írt Hot to Go! egy szintipop szám. A Village People YMCA-jéhez hasonló dalként írták le. Az énekesnő gyerekkori álma ihlette a dalt, hogy pompomlány legyen.
A dal a megjelenésekor elismerést kapott zenei kompozíciója és történetmesélése miatt, amely egy nőt ír le, aki egy másik nővel szeretne szexuális kapcsolatba lépni. Egyesek normákat meghazudtolónak tartották a számot a mainstream zeneiparon belül. A Hot to Go! kereskedelmi sikert aratott, és bekerült az Egyesült Államokban a Billboard Hot 100 első húsz helyére, illetve Írországban és az Egyesült Királyságban is 2024-ben, hónapokkal a megjelenése után.

## Fordítás
Ez a szócikk részben vagy egészben  a   Hot to Go! című angol Wikipédia-szócikk ezen változatának fordításán alapul.  Az eredeti cikk szerkesztőit annak laptörténete sorolja fel. Ez a jelzés csupán a megfogalmazás eredetét és a szerzői jogokat jelzi, nem szolgál a cikkben szereplő információk forrásmegjelöléseként.